# Brian Bayeye
Brian Jephte Bayeye Kifutu (Parigi, 30 giugno 2000) è un calciatore congolese (Repubblica Democratica del Congo) svincolato, difensore della nazionale congolese.

## Caratteristiche tecniche
Destro naturale, è un difensore a tutta fascia che può ricoprire diversi ruoli, predilige giocare da esterno di centrocampo .

## Carriera

### Club

#### Troyes 2, Catanzaro e Carpi
Nato a Parigi, Bayeye ha iniziato la sua carriera calcistica nel Troyes dove ha giocato in Championnat National 3 con la squadra riserve.
Nel 2019 è stato acquistato dal Catanzaro con cui ha esordito nel calcio professionistico il 2 febbraio 2020 nell'incontro di Serie C vinto 4-0 contro la Viterbese.
Nell'ottobre 2020 è stato ceduto in prestito all'Carpi fino al termine della stagione.
Rientrato in Calabria, è stato impiegato con maggior frequenza concludendo la stagione 2021-2022 con 30 presenze totali e 7 assist forniti.

#### Torino e prestito all'Ascoli
Nell'estate successiva è stato acquistato a titolo dal Torino, con cui ha debuttato il 6 agosto in Coppa Italia contro il Palermo. L'11 gennaio 2023 si è reso protagonista negli ottavi di finale di Coppa contro il Milan, entrando in campo nel secondo tempo supplementare e realizzando l'assist per il gol decisivo di Michel Adopo. Il 28 gennaio ha debuttato anche in Serie A giocando titolare nel pareggio per 2-2 contro l'Empoli.
Il 31 agosto 2023 è stato ceduto in prestito con diritto di riscatto all'Ascoli. Due giorni dopo ha esordito nel campionato cadetto nella sconfitta per 3-1 in casa del Südtirol. 

#### Ritorno al Torino e prestito in Serbia
A fine prestito fa ritorno ai granata, venendo però messo fuori rosa a seguito di alcune frizioni con la dirigenza, per poi venire ceduto in prestito ai serbi del Radnički Niš il 7 febbraio 2025.

### Nazionale
Il 2 ottobre 2023 ha ricevuto la prima convocazione con la nazionale congolese per una serie di amichevoli contro Nuova Zelanda ed Angola. Ha esordito il 13 ottobre contro la Nuova Zelanda. A fine anno è stato incluso nella lista dei convocati per la Coppa d'Africa 2023.

## Statistiche

### Presenze e reti nei club
Statistiche aggiornate al 7 febbraio 2025.
| Stagione         | Squadra          | Campionato       | Campionato | Campionato | Coppe nazionali | Coppe nazionali | Coppe nazionali | Coppe continentali | Coppe continentali | Coppe continentali | Altre coppe | Altre coppe | Altre coppe | Totale | Totale | Totale |
| Stagione         | Squadra          | Comp             | Pres       | Reti       | Comp            | Pres            | Reti            | Comp               | Pres               | Reti               | Comp        | Pres        | Reti        | Pres   | Reti   |        |
| ---------------- | ---------------- | ---------------- | ---------- | ---------- | --------------- | --------------- | --------------- | ------------------ | ------------------ | ------------------ | ----------- | ----------- | ----------- | ------ | ------ | ------ |
| 2017-2018        | Troyes 2         | N3               | 2          | 0          | -               | -               | -               | -                  | -                  | -                  | -           | -           | -           | 2      | 0      |        |
| 2019-2020        | Catanzaro        | C                | 2          | 0          | CI              | 0               | 0               | -                  | -                  | -                  | -           | -           | -           | 2      | 0      |        |
| ago.-ott. 2020   | Catanzaro        | C                | 1          | 0          | CI              | 2               | 0               | -                  | -                  | -                  | -           | -           | -           | 3      | 0      |        |
| 2020-2021        | Carpi            | C                | 21         | 0          | CI              | -               | -               | -                  | -                  | -                  | -           | -           | -           | 21     | 0      |        |
| 2021-2022        | Catanzaro        | C                | 23+4       | 0          | CI-C            | 3               | 0               | -                  | -                  | -                  | -           | -           | -           | 30     | 0      |        |
| Totale Catanzaro | Totale Catanzaro | Totale Catanzaro | 26+4       | 0          |                 | 5               | 0               |                    | -                  | -                  |             | -           | -           | 35     | 0      |        |
| 2022-2023        | Torino           | A                | 2          | 0          | CI              | 2               | 0               | -                  | -                  | -                  | -           | -           | -           | 4      | 0      |        |
| ago. 2023        | Torino           | A                | 0          | 0          | CI              | 1               | 0               | -                  | -                  | -                  | -           | -           | -           | 1      | 0      |        |
| ago. 2023-2024   | Ascoli           | B                | 19         | 0          | CI              | -               | -               | -                  | -                  | -                  | -           | -           | -           | 19     | 0      |        |
| 2024-gen. 2025   | Torino           | A                | 0          | 0          | CI              | 0               | 0               | -                  | -                  | -                  | -           | -           | -           | 0      | 0      |        |
| Totale Torino    | Totale Torino    | Totale Torino    | 2          | 0          |                 | 3               | 0               |                    | -                  | -                  |             | -           | -           | 5      | 0      |        |
| Totale carriera  | Totale carriera  | Totale carriera  | 70+4       | 0          |                 | 8               | 0               |                    | -                  | -                  |             | -           | -           | 82     | 0      |        |

### Cronologia presenze e reti in nazionale
| Cronologia completa delle presenze e delle reti in nazionale ― RD del Congo | Cronologia completa delle presenze e delle reti in nazionale ― RD del Congo | Cronologia completa delle presenze e delle reti in nazionale ― RD del Congo | Cronologia completa delle presenze e delle reti in nazionale ― RD del Congo | Cronologia completa delle presenze e delle reti in nazionale ― RD del Congo | Cronologia completa delle presenze e delle reti in nazionale ― RD del Congo | Cronologia completa delle presenze e delle reti in nazionale ― RD del Congo | Cronologia completa delle presenze e delle reti in nazionale ― RD del Congo |
| Data                                                                        | Città                                                                       | In casa                                                                     | Risultato                                                                   | Ospiti                                                                      | Competizione                                                                | Reti                                                                        | Note                                                                        |
| --------------------------------------------------------------------------- | --------------------------------------------------------------------------- | --------------------------------------------------------------------------- | --------------------------------------------------------------------------- | --------------------------------------------------------------------------- | --------------------------------------------------------------------------- | --------------------------------------------------------------------------- | --------------------------------------------------------------------------- |
| 13-10-2023                                                                  | Murcia                                                                      | Nuova Zelanda                                                               | 1 – 1                                                                       | RD del Congo                                                                | Amichevole                                                                  | -                                                                           |                                                                             |
| 10-1-2024                                                                   | Dubai                                                                       | RD del Congo                                                                | 1 – 2                                                                       | Burkina Faso                                                                | Amichevole                                                                  | -                                                                           | 77’                                                                         |
| 10-2-2024                                                                   | Abidjan                                                                     | Sudafrica                                                                   | 0 – 0 (6 – 5 dtr)                                                           | RD del Congo                                                                | Coppa d'Africa 2023 - Finale 3º posto                                       | -                                                                           |                                                                             |
| Totale                                                                      |                                                                             | Presenze                                                                    | 3                                                                           |                                                                             | Reti                                                                        | 0                                                                           |                                                                             |